# Gnathophylloides mineri
Gnathophylloides mineri är en kräftdjursart som beskrevs av Schmitt 1933. Gnathophylloides mineri ingår i släktet Gnathophylloides och familjen Gnathophyllidae. Inga underarter finns listade i Catalogue of Life.